# Werner Eck
Werner Eck (nacido el 17 de diciembre de 1939) es profesor de historia antigua en la Universidad de Colonia, Alemania, y experto en historia de la Roma imperial. Entre otros temas, Eck investigó la Rebelión de Bar Kojba desde el punto de vista romano.

## Publicaciones
- Senatoren von Vespasian bis Hadrian. Prosopographische Untersuchungen mit Einschluss der Jahres- u. Provinzialfasten der Statthalter. Beck, Múnich 1970, ISBN 3-406-03096-3
- Die staatliche Organization Italiens in der hohen Kaiserzeit. Beck, Múnich 1979, ISBN 3-406-04798-X
- Die Statthalter der germanischen Provinzen vom 1. - 3. Jahrhundert. Rheinland-Verlag, Colonia 1985,ISBN 3-7927-0807-8
- Agrippina, die Stadtgründerin Kölns. Eine Frau in der frühkaiserzeitlichen Politik. Greven, Colonia 1993, ISBN 3-7743-0271-5 .
- Die Verwaltung des Römischen Reiches in der Hohen Kaiserzeit. Ausgewählte Beiträge. 2 Bände, Reinhardt, Basilea 1995,ISBN 3-7245-0866-2; 1998, ISBN 3-7245-0962-6.
- (con Antonio Caballos y Fernando Fernández) Das Senatus consultum de Cn. Pisone patre. Beck, Múnich 1996, ISBN 3-406-41400-1
- Augustus und seine Zeit. Beck, Múnich 1998, 4. Auflage 2006, ISBN 3-406-41884-8 (con traducciones al inglés, español, italiano y checo).
- Cambridge Ancient History. Band XI, Cap. IV-VII, 2000, S. 195-293.
- Köln en römischer Zeit. Geschichte einer Stadt im Rahmen des Imperium Romanum. Greven, Colonia 2004, ISBN 3-7743-0357-6
- Rom und Judea. Fünf Vorträge zur römischen Herrschaft en Palästina. Mohr Siebeck, Tübingen 2007, ISBN 978-3-16-149460-4